# 宇宙猫

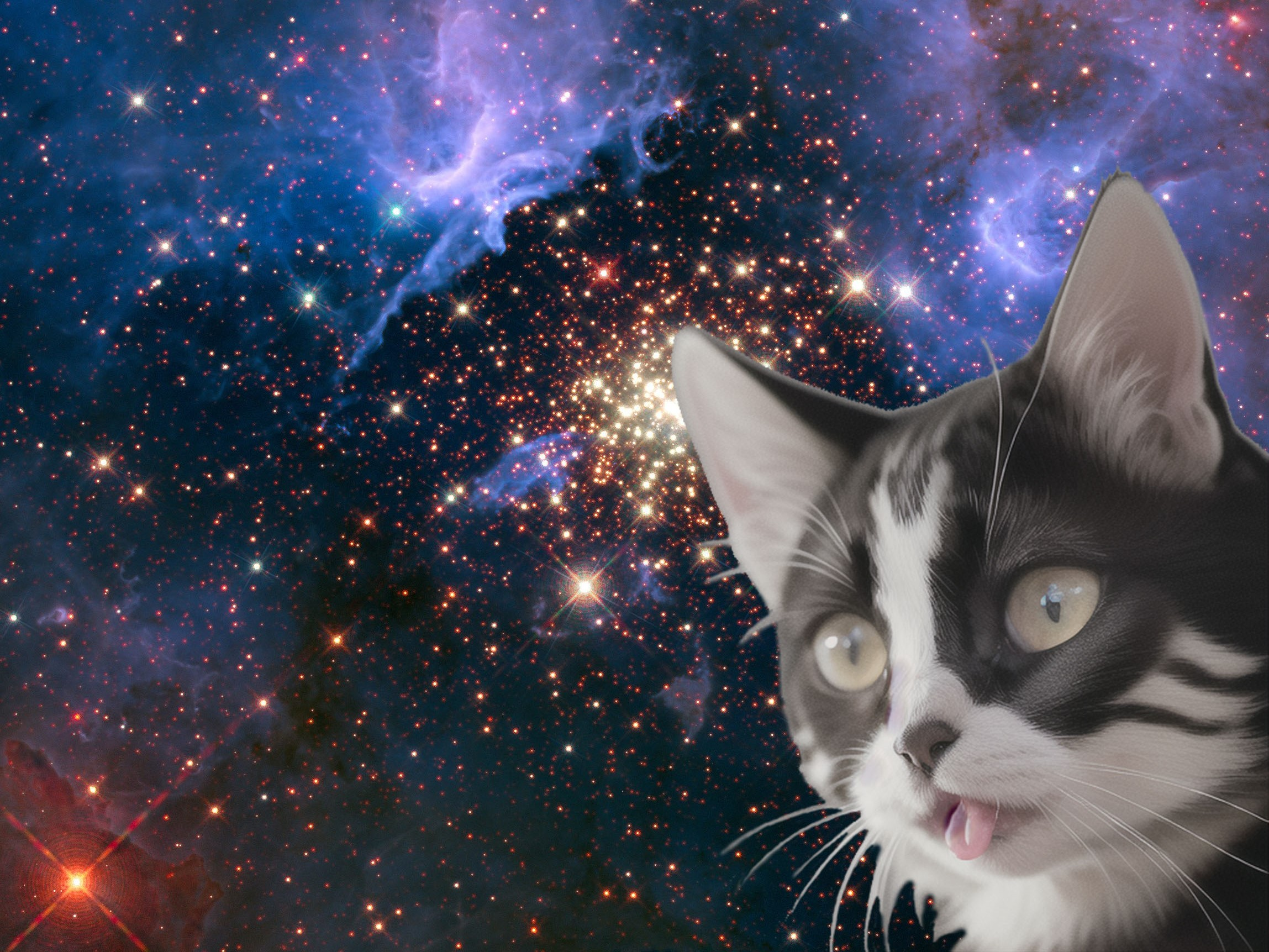
作例

宇宙猫（うちゅうねこ、英: space cat）は、宇宙空間の写真と猫の写真をコラージュした面白画像。自分の理解を超える出来事に遭ったり何かを悟った時に使われ、「宇宙猫になる」「宇宙猫状態」「宇宙猫顔」と言語化されることもある。壮大で無機質な宇宙空間と身近で愛らしい猫の組み合わせという意味不明なシュールさが宇宙猫の妙味であり、若い世代を中心に X(旧Twitter) や Instagram などの SNS で流行している。
素材となる猫の写真は、驚いたように目を見開いた表情がよく使われるが、ほかにもあくび中の写真を使って星を吐き出しているように見せたり、床で伸びをしている写真を使って宇宙空間を飛び回っているように見せるなど、さまざまなバリエーションがある。
宇宙猫が日本で広まりだしたのは2014年ごろで、海外ではさらに2006年ごろまでさかのぼる。ただしその起源については、猫をコラージュした面白画像がいろいろ作られるうちに宇宙を背景にしたパターンが人気を得たか、写真の背景を変えて遊べる画像編集アプリにたまたま宇宙の背景があり、猫と組み合わせたところ流行したか、いずれにしてもよくわかっていない。
宇宙猫は多くのメーカーがTシャツ、パーカー、セーターなど様々に商品化しており、Amazon などで関連商品を見ることができる。